# Stanhope Gardens, Kensington
Stanhope Gardens est un square et une rue du Borough royal de Kensington et Chelsea à Londres ,,. 

## Situation et accès
Les stations de métro les plus proches sont, à l’ouest,  Gloucester Road et, à l’est,  South Kensington, où circulent les trains des lignes  Circle  District  Piccadilly.
Le chemin de fer du métro de Londres passe sous les jardins. 

## Origine du nom
Le square doit son nom aux comtes de Harrington, dont l’un, John Stanhope de Harrington, occupait le manoir voisin de Chelsea au XVIe siècle.

## Historique

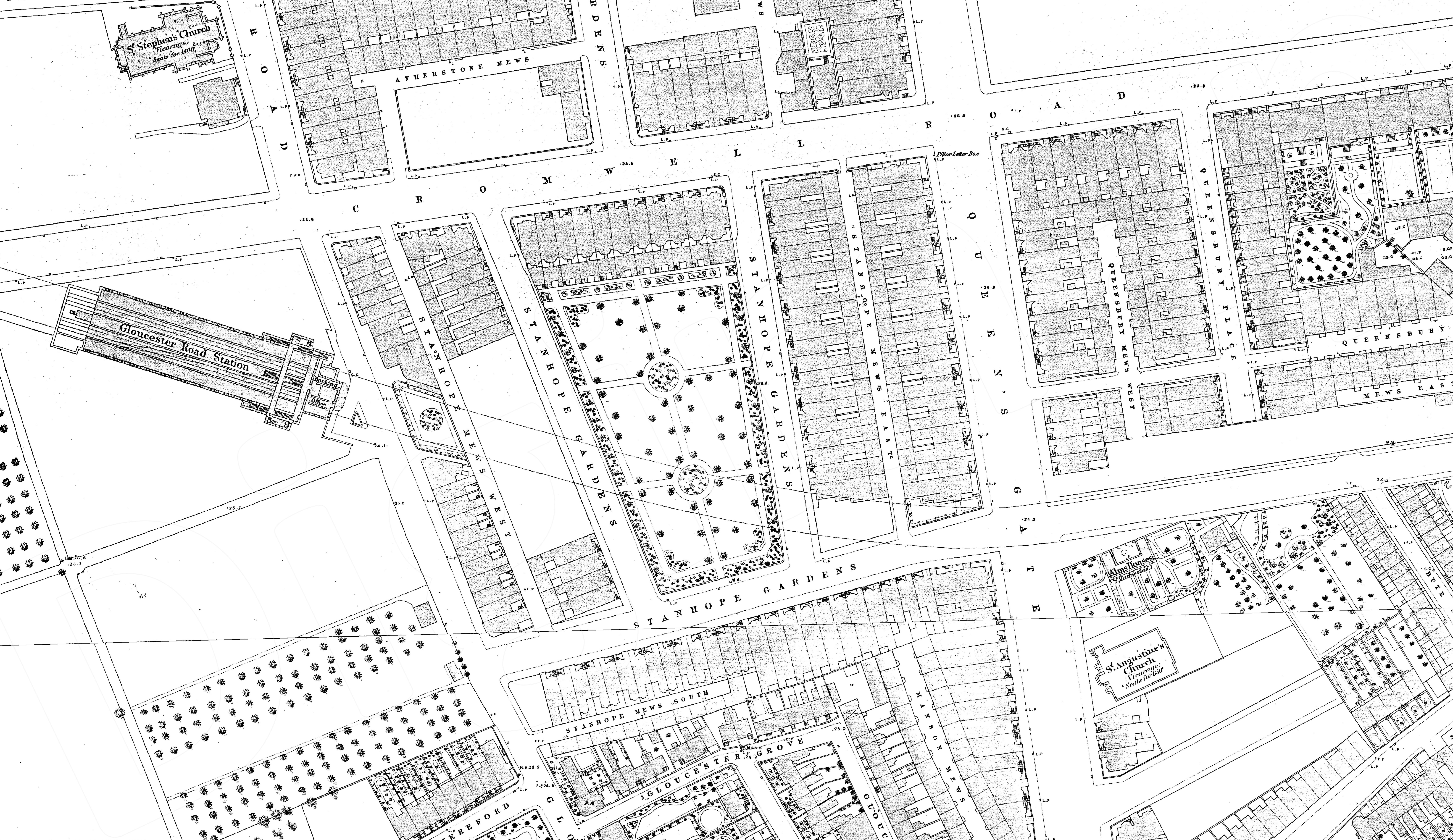
Stanhope Gardens (au centre) sur une carte de l'Ordnance Survey des années 1860 peu de temps après son tracé.

Les Stanhope Gardens ont été construits à partir des années 1860 après que la zone a commencé à être développée à la suite de l'Exposition universelle de 1851. 